# Micropsephodes lundgreni
Micropsephodes lundgreni is een keversoort uit de familie zwamkevers (Endomychidae). De wetenschappelijke naam van de soort werd in 2000 gepubliceerd door Richard Leschen & Carlton.